# Bonner Geschichtswerkstatt
Die Bonner Geschichtswerkstatt e. V. ist ein Zusammenschluss ehrenamtlich tätiger Regionalhistoriker. Die Geschichtswerkstatt unterhält ein Büro in der Adenauerallee 58 in Bonn und ist Teil der bundesweiten Initiative Die Geschichtswerkstatt.
Der Verein sieht seine Aufgabe in der Darstellung von Regionalgeschichte aus einer anderen Perspektive als in der klassischen Geschichtsbeschreibung, die in die öffentliche Diskussion der Stadt eingebracht werden soll. Vor allem Alltagsgeschichte mit einem Fokus auf das Leben der unteren Bevölkerungsschichten soll untersucht und entsprechende Ergebnisse veröffentlicht werden. Die Geschichtswerkstatt fühlt sich dem Anspruch, „Geschichte von unten“ zu präsentieren, verpflichtet. Schwerpunkte der geschichtlichen Aufarbeitung stellen Themen zum Ersten Weltkrieg, Zwangsarbeit und Judenverfolgung in der Zeit des Nationalsozialismus sowie Stadtteilgeschichte dar. Dazu werden Führungen, Vorträge, Gedenkveranstaltungen und Ausstellungen organisiert. So beteiligte sich der Verein im Herbst 1998 an der Organisation der Ausstellung „Vernichtungskrieg. Verbrechen der Wehrmacht 1941 bis 1944“ des Hamburger Instituts für Sozialforschung und erstellte die Dokumentation zur Ausstellung.
Die vom Verein herausgegebene Zeitschrift Bonner Geschichtswerkstatt erscheint seit 1991 in unregelmäßiger Folge. Ebenso werden Sachbücher zu regionalgeschichtlichen Themen verlegt, darunter Werke der Autoren Sabine Harling und Lothar Schenkelberg.
Den Vereinsvorstand bilden Sabine Harling, Andrea Lummert, Hans-Dieter Remig und Norbert Volpert.